# Iod
Iodul (greacă ιώδης, iodes, însemnând „violet”) este un element chimic, notat cu simbolul I, cu numărul atomic 53. Are un singur izotop natural stabil, cu masa atomică relativă 127, al cărui nucleu conține 74 de neutroni.
Iodul este al patrulea element din grupa halogenilor, posedă o reactivitate slabă și o electronegativitate relativ mare, dar mai mică decât a celorlalți halogeni. Ca substanță elementară, la fel ca toți halogenii, iodul prezintă moleculă diatomică (I2).
Datorită proprietăților sale chimice, iodul este un agent bactericid, sporicid, protocid, cisticid și virucid, aspecte care îi conferă aplicabilitate în diverse domenii științifice și tehnice. Iodul și compușii lui sunt folosiți în medicină, fotografie și industria vopselelor. Este un element chimic cu o abundență relativ redusă în sistemul Solar și în scoarța terestră. Iodurile sunt foarte slab solubile în apă, totuși, elementul este prezent într-o concentrație mai mare în apa mărilor, aspect ce explică dependența de iod a metabolismului animalelor și a unor plante, fiind cel mai greu element asimilabil de către organismele vii (doar wolframul este mai greu, fiind întâlnit în enzimele unor bacterii).
A fost descoperit în 1811 de către Courtois în cenușa plantelor marine. Gay-Lussac constată analogia lui cu clorul și îl numește iod, datorită vaporilor săi violeți.
Iodul este un oligoelement esențial pentru organismul uman, fiind indispensabil pentru sinteza hormonilor tiroidieni. Carența sau excesul de iod au efecte nocive asupra organismului. Carența cronică de iod determină scăderea sintezei de hormoni tiroidieni, cu gușă endemică și manifestări clinice de hipotiroidie (mixedem, nanism tiroidian, cretinism etc.), iar excesul de iod determină manifestări de hipertiroidie (exoftalmie, iritabilitate, hiperfagie, tulburări de ritm cardiac etc.).

## Descoperire
Iodul a fost descoperit din întâmplare în anul 1811 de către Bernard Courtois (1777–1838), un farmacist al armatei franceze. Ulterior, se va alătura companiei tatălui său, ce fabrica salpetru de Chile, una din componentele prafului de pușcă, foarte solicitat la aceea dată, fiind folosit în cadrul Războaielor napoleoniene.

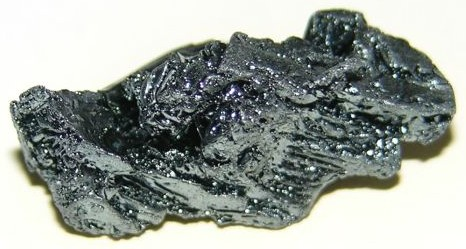
O bucată de iod cristalizat

Courtois prepara salpetru prin adăugarea acidului sulfuric în cenușa algelor marine. Într-o zi, acesta a adăugat acid sulfuric în exces, cauzând formarea unor vapori violeți care în contact cu obiecte reci desublimau, formând cristale închise la culoare. Ulterior acestei întâmplări, a efectuat numeroase experimente asupra cristalelor, iar rezultatele obținute le-a publicat în anul 1813.

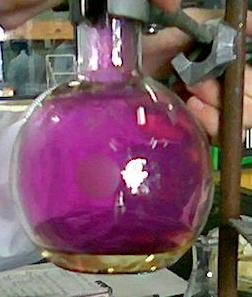
Vapori de iod

Courtois a împărțit mostre din noul element chimic prietenilor săi, Charles-Bernard Desormes și Nicolas Clement, ambii chimiști, care au întreprins o serie de investigații sistematice. În anul 1813, la data de 29 noiembrie, aceștia au prezentat iodul la Institutul Imperial Francez. Faptul că acesta era un nou element a fost dovedit de către Joseph-Louis Gay-Lussac și confirmat de către Humphry Davy. La 10 decembrie 1813, Davy a trimis un raport Societății Regale din Londra, care a fost citit la reuniunea din data de 20 ianuarie 1814.
Astfel, inițial, britanicii au crezut că Davy a fost primul care a demonstrat că iodul este un element nou, neștiind de dovada paralelă a lui Gay-Lussac. Polemica asupra priorității descoperirii a continuat până la împlinirea centenarului descoperirii în 1913. Mostre autentice de iod ale lui Courtois au fost expuse la eveniment, iar contribuția sa la descoperire a fost în final recunoscută. Chiar și așa, Gay-Lussac a fost primul care avea să afirme că iodul este un element chimic nou, fiind cel care i-a dat numele actual, de la grecescul iodes, ce înseamnă „violaceu”.

## Structura atomică
| Strat                            | Număr de electroni                | Configurația electronică                           |
| -------------------------------- | --------------------------------- | -------------------------------------------------- |
| {\displaystyle {\scriptstyle K}} | {\displaystyle {\scriptstyle 2}}  | {\displaystyle {\scriptstyle \mathrm {1s^{2}} }}   |
| {\displaystyle {\scriptstyle L}} | {\displaystyle {\scriptstyle 8}}  | {\displaystyle {\scriptstyle 2s^{2}2p^{6}}}        |
| {\displaystyle {\scriptstyle M}} | {\displaystyle {\scriptstyle 18}} | {\displaystyle {\scriptstyle 3s^{2}3p^{6}3d^{10}}} |
| {\displaystyle {\scriptstyle N}} | {\displaystyle {\scriptstyle 18}} | {\displaystyle {\scriptstyle 4s^{2}4p^{6}4d^{10}}} |
| {\displaystyle {\scriptstyle O}} | {\displaystyle {\scriptstyle 7}}  | {\displaystyle {\scriptstyle 5s^{2}5p^{5}}}        |

Modelul planetar al atomului de iod

Structura atomului de iod este determinată de numărul nucleonilor din nucleul atomic, astfel că pentru izotopul său natural, 127I, iodul are 53 de protoni și 74 de neutroni. Numărul neutronilor poate varia de la 55 până la 91, în funcție de izotop. Raza atomică medie este de 140Å, iar volumul molar al iodului chimic pur, în condiții fizice normale, este de 25,74 cm³/mol. Raza covalentă este de 1,33Å.
Configurația electronică a atomului de iod este prezentată in tabelul din stânga.

### Izotopi
Iodul are 37 de izotopi, dintre care doar unul este stabil, 127I.
Izotopul 129I este similar celui de clor, 36Cl. Este un halogen solubil, nereactiv, existând ca anion și produs de reacții cosmogenice și termonucleare. În studiile hidrologice, concentrațiile de 129I sunt raportate la cantitatea totală de iod (care ar fi cea de izotop natural 127I). Asemenea raportului 36Cl/Cl, 129I/I este întâlnit în proporții mici în mostrele naturale. 129I diferă de 36Cl prin timpul de înjumătățire, care este mai lung decât cel al clorului (15,7 milioane de ani față de 0,301 milioane de ani). Izotopul natural are un caracter biofilic pronunțat, apărând în multiple forme ionice (în mod obișnuit, I− și ionul iodat IO3−) ce au caractere chimice diferite. Acest lucru face ca 129I să fie asimilat mai ușor în biosferă prin asimilarea acestuia în vegetație, sol, lapte, țesuturi animale etc.
Excesul de 129Xe stabil din meteoriți a fost clasificat ca rezultat al dezintegrării izotopului 129I, produs de supernove, ce a creat praful interstelar și gazele din care este alcătuit sistemul solar. 129I a fost primul radionuclid dispărut care a fost identificat în sistemul solar timpuriu. Stadiul dezintegrării sale se află la baza datării radiometrice a sistemului de izotopi I-Xe (Iod-xenon), care acoperă o perioadă de 85 de milioane de ani din evoluția sistemului solar. Stabilirea raportului izotopic iod-xenon permite stabilirea vârstei aproximative a mineralelor din scoarța terestră sau din meteoriți.

## Răspândire pe Pământ
Iodul este relativ răspândit în natură, fiind al 47-lea element chimic ca abundență în scoarța terestră, însă este foarte dispersat în aceasta, aspect care îngreunează extragerea sa. Principalele surse naturale de iod sunt zăcămintele de salpetru de Chile (NaNO3) și salpetru de India (KNO3), fiind întâlnit chiar și în proporție de 1%. Iodurile însoțesc clorurile și bromurile, însă în acestea sunt prezente în concentrații mai mici. Cantități mari de iod se întâlnesc în apa mărilor, deși concentrația medie de iod în apă este de numai 2–3 mg I2/l. Concentrarea iodului din apă de către algele marine explică prezența elementului în cenușa acestora (sub formă de iodură de potasiu în concentrație de până la 0,4%). Apele sondelor petroliere conțin 25–60 g I2/m³; unele ape minerale conțin de asemenea iod.
Compușii organoiodici sunt sintetizați de formele de viață marine, cel mai răspândit compus fiind iodometanul. Cantitatea totală de iodometan produsă anual de mediul biogenerator marin este de 214 kilotone. Iodometanul volatil este descompus prin reacții de oxidare în atmosferă, instaurându-se astfel un circuit natural al iodului. Deși este un element prezent în concentrații reduse, varecul și alte plante stochează iodul, introducându-l astfel în lanțul trofic.

## Circuitul iodului în natură
În jur de 400.000 de tone de iod sunt produse de către ocean sau organismele marine pe an. Cea mai mare parte din această cantitate este depozitată pe sol, unde devine o parte a ciclului biologic. Microorganismele din sol au un rol semnificativ în această activitate, iar ciupercile sunt cunoscute pentru acumularea iodului, deși o parte din el se reîntoarce în oceane prin râuri. S-a arătat că plantațiile de orez emit iodură de metil — CH3I — și că acestea conferă 4% din iodul atmosferic.
În unele regiuni, precum Stepa Baraba din Rusia, nivelul iodului din sol poate să fie de 300 ppm, iar în solurile de-a lungul coastelor Japoniei și Țării Galilor să atingă 150 ppm. Totuși, regiunile expuse eroziunii solului prin fenomene glaciare și pluviale devin sărace în iod, fiind locurile unde prezența gușei endemice are o frecvență ridicată. Gușa endemică este o afecțiune cauzată de deficitul de iod și este prezentă la peste 29% din populația globului.

## Proprietăți

### Fizice

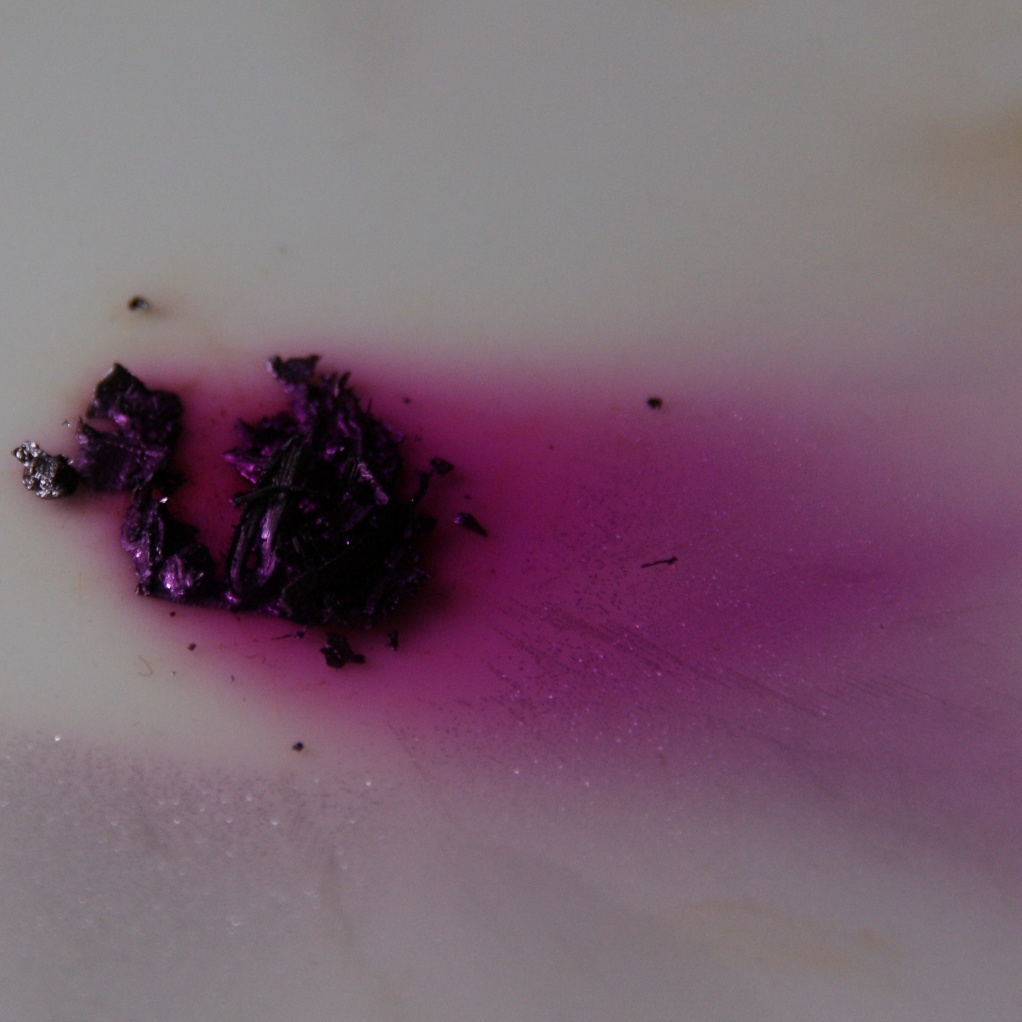
Iod ce sublimează

Iodul, la temperatura camerei, este o substanță solidă, de culoare cenușiu-violacee, cristalizată, cu un miros specific și luciu metalic. Punctul de topire al iodului este 113,6 °C, iar cel de fierbere 185,24 °C. În ciuda temperaturii mari de fierbere, iodul se volatilizează chiar și la temperatura camerei prin procesul denumit sublimare. Fiind păstrat în vase etanșe cu scopul de a preîntâmpina pierderea de substanță solidă prin sublimare, pe partea de sus a pereților vasului se poate observa, cu timpul, depunerea cristalelor de iod datorată desublimării vaporilor din interiorul recipientului.
Molecula de iod este diatomică, iar disocierea termică a acesteia are loc la temperaturi mai mari de 680 °C. La 1600 °C, disocierea este totală.
Iodul în stare solidă cristalizează în sistem ortorombic cu fețe centrate având simbolul oF8 în notația Pearson, structura cristalină fiind similară cu cea a fosforului negru. Structura cristalină a iodului molecular nu prezintă proprietatea de alotropie.
O altă proprietate fizică a iodului este solubilitatea scăzută în apă: în condiții fizice normale, solubilitatea relativă a iodului în apă este de 1:6000, la temperatura de 20 °C este de 1:3450, iar la 50 °C are valoarea de 1:1280. Dizolvându-se, formează apa de iod, de culoare galbenă-brună. Pe de altă parte, iodul este ușor solubil în solvenți organici oxigenați, formând soluții colorate în brun, datorită producerii unor compuși de adiție sau în solvenți organici neoxigenați, cu care formează soluții colorate în violet. Solubilitatea mare a iodului în solvenții organici nemiscibili cu apa este utilizată în extragerea acestuia din soluții apoase. 
Iodul se dizolvă ușor în soluții apoase concentrate de ioduri alcaline sau acid iodhidric, dând soluții brune, datorită formării ionului I3-. Această proprietate este folosită la prepararea tincturii de iod în farmacii.

### Chimice
Având o afinitate pentru electroni mai mică decât clorul și bromul, iodul prezintă electronegativitatea 2,5, fiind astfel prezent caracterul electronegativ inferior bromului, reacționând mai puțin violent.
Iodul reacționează direct cu unele nemetale, cu hidrogen, metale și substanțe compuse și se combină direct cu sulful și fosforul.
Reacția iodului cu fluorul are loc la temperatura camerei, formându-se pentafluorură de iod. La 250 °C aceeași reacție conduce la formarea heptafluorurii de iod. Prin controlarea condițiilor de reacție (−45 °C, suspensie în CFCl3), este posibilă izolarea trifluorurii de iod.
Cu hidrogenul reacționează la 440 °C formând acid iodhidric. Cu oxigenul nu se combină direct, însă compușii săi oxigenați sunt mai stabili decât cei analogi clorului și bromului. Cu unele metale, precum fierul sau mercurul, reacționează la temperatura obișnuită, formând iodurile respective. Față de apă, hidroxizi alcalini și hidrocarburi se comportă în mod analog cu clorul și bromul. Hidroxizii alcalini fac incolore soluțiile apoase de iod.
Acidul azotic oxidează iodul, formând acidul iodic, care la temperatura camerei este o substanță solidă cu cristale lucioase:
La încălzire, acidul iodic, prin pierdere parțială de apă, la temperatura de 110 °C se topește. La temperatura de 200 °C, acidul iodic se deshidratează complet, formând pentaoxidul de iod:
Caracterul oxidant al iodului este inferior celor doi halogeni. Astfel, tiosulfatul de sodiu este oxidat la tetrationat de sodiu și nu la sulfat, ca în cazul clorului:
Reacția este cantitativă și stă la baza iodometriei, metodă de analiză frecvent utilizată în chimia analitică.
Iodul formează cu amidonul, mai precis cu amiloza din acesta, un compus de incluziune de tip aduct, cu o compoziție încă necunoscută. Ca și structură, macromoleculele de amiloză adoptă o configurație de tip helix în care spațiul interior cu diametrul de 5Å este ocupat de atomii de iod care se leagă prin intermediul unor catene liniare, de culoare albastră-intensă. Prin încălzirea lui la 70–100 °C, culoarea dispare și reapare la răcire. Amilopectina din amidon, cu structura macromoleculară ramificată cu lanțuri legate între ele prin intermediul grupărilor aldehidice CH2, formează un complex de culoare violacee-purpurie. Aceasta este o reacție utilizată în identificarea iodului.

## Compușii chimici ai iodului

### Acizi
Acidul iodhidric
Acidul iodhidric, HI, care prezintă proprietăți similare cu cele ale acidului clorhidric și bromhidric, este un gaz obținut prin încălzirea blândă a unui amestec de fosfor și iod, de 1:16, stratificat cu nisip umed sau sticlă pisată, într-un tub mic. Gazul poate fi colectat de mercur sau absorbit de apă, dacă este nevoie de soluție acidă. Această reacție este foarte violentă datorită proprietăților celor două elemente chimice.
Acidul iodhidric, în condiții obișnuite, este un gaz incolor cu un puternic miros sufocant. Fumegă în aer și este absorbit de apă la fel ca acidul clorhidric. Are solubilitate mare în apă, un litru de apă pură putând dizolva 400 l de acid iodhidric. Este un acid tare cu un pronunțat caracter caustic.
Reacția cu oxizii metalelor are ca produs de reacție apă și ioduri. Reacționând cu o soluție de argint se formează un precipitat alb-gălbui de iodură de argint, cu soluție de plumb un precipitat galben de iodură de plumb și cu peroxid de mercur un precipitat de diiodură de mercur de culoare roșie.
Acidul iodic
Acidul iodic, HIO3, este o substanță analoagă acizilor clorici și bromici, foarte solubilă în apă și cu gust foarte acru; se dizolvă ușor în iod și oxigen. Poate fi descompus de către acizii clorhidric, bromhidric, sulfihdric și sulfuros, eliminându-se iodul.
Acidul iodic conține iod în starea de oxidare +5, fiind unul din cei mai stabili oxiacizi ai halogenilor în stare pură. Când are loc încălzirea, se deshidratează în pentaoxid de iod.
Acidul periodic
Acidul periodic, HIO4, este o substanță formată atunci când clorul este plasat într-o soluție fierbinte, ce conține 7 părți de carbonat de sodiu în 100 de părți de apă, din care o parte de iod este în suspensie, unde se formează o sare albă; sarea este periodatul de sodiu.
La încălzire, acest acid este descompus în oxigen și acid iodic.

### Alți compuși
Când iodul este pus în contact cu o soluție de amoniac, se formează o pudră neagră, a cărei compoziție este fie NI3, fie NI4. Explodează foarte violent când devine uscată la contact cu aerul sau la frecare, fiind — din această cauză — o substanță foarte periculoasă. În combinație cu clorul, formează 2 compuși, ICl și ICl3, nu foarte cunoscuți. Sunt lichide volatile de culoare brună, cu un miros înțepător, ce afectează ochii.

## Acțiune fiziologică
Iodul este întâlnit în organismul uman în glanda tiroidă; alte organe care prezintă concentrații de iod sunt glandele salivare, stomacul, glanda pituitară și ovarele. În tiroidă, iodul este folosit la sinteza hormonilor tiroxinei și triiodotironinei, hormoni care au rol reglator al anumitor funcții metabolice, în special în controlul temperaturii.
Organismul persoanelor din societățile dezvoltate asimilează iodul din hrană în proporție mai redusă decât persoanele din comunitățile tradiționale, din cauza diferențelor în compoziția alimentației. Laptele este o sursă majoră de iod, nivelul acestuia dublându-se în anii recenți, deoarece hrana vițeilor este suplimentată cu iod și pentru că înainte de muls ugerele sunt dezinfectate cu antiseptice pe bază de iod. Alimentele cele mai bogate în iod sunt codul, scoicile, creveții, heringul, semințele de floarea-soarelui, algele și ciupercile. Consumul unor alimente, precum cartofii dulci, poate contribui la diminuarea asimilării iodului în organism, acest proces metabolic afectându-i în primul rând pe cei care locuiesc în zone cu deficit de iod.
Iodul este necesar în mod special în primele 3 luni de sarcină pentru dezvoltarea sistemului nervos al copilului, mamele cu deficiență de iod putând să nască copii cretini.
În anul 1820, francezul Jean-François Coindet a fost primul care a folosit iodul în medicină, sub forma unei tinctură de iod și iodură de potasiu, acesta folosind-o ca un medicament pentru combaterea gușii endemice. El a observat că tratamente tradiționale contra gușii constau în consumarea cenușii de alge, iar din moment ce alga era bogată în iod, acesta ar fi fost ingredientul activ. A avut dreptate, însă, deoarece pacienții care au primit tinctură de iod ca medicament au suferit dureri gastrice severe din cauza efectelor iritante ale acesteia, tratamentul fiind abandonat.
Cu toate că soluția de iod a eșuat ca remediu pentru gușă, ea a devenit un tratament acceptat pentru rănile deschise, chiar dacă nu se știa la vremea aceea că eficacitatea acestuia se datora proprietăților sale antiseptice. O perioadă, iodul și compușii iodici organici au fost folosiți pe scară largă ca antiseptice și dezinfectante; cu timpul, aceștia au fost înlocuiți cu preparate mai puțin agresive.
În 1830 a fost stabilită o altă legătură între gușă și nivelul de iod, observându-se că în regiunile în care gușa era endemică rezervele de apă aveau un conținut redus de iod, dar încercările de la mijlocul secolului al XIX-lea de vindecare a gușii cu ajutorul acestui element a fost abandonată când pacienții au început să sufere vizibil din cauza excesului de iod.
În anul 1850 s-a stabilit că iodul este un element chimic esențial pentru organismele vii. Necesarul zilnic de iod este de 100–200 μg. Importanța acestuia la om și animale se manifestă prin biosinteza hormonilor tiroidieni (tiroxina și triiodotironina) și prin prevenirea formării gușii. Cantitatea minimă de iod absorbită pentru a preveni gușa este de 70 micrograme pe zi. În Regatul Unit, valoarea de referință este dublă ca măsură de precauție. Limita superioară de siguranță este de 1 mg/zi, existând riscul afectării tiroidei în cazul depășirii acestei doze.
Existența iodului în glanda tiroidă a fost demonstrată de către un medic, Dr. Bauman, care, după ce a vărsat acid azotic concentrat pe un fragment de glandă tiroidă, a observat vapori de iod ce se degajau din țesutul descompus. Cu toate acestea, abia în 1916, un biolog american, David Marine, din Ohio, a indicat că gușa endemică ar putea fi tratată și prevenită cu iod ca supliment alimentar, cea mai bună cale de a face asta fiind adăugarea lui în sare. Sarea iodată a fost introdusă în SUA în anul 1930 și în următoarele două decenii gușa a fost eradicată în această țară.
S-a estimat că deficiența de iod din alimentație afecta 750 de milioane de oameni în lumea dezvoltată în 1990, iar din aceștia 10 milioane sufereau de cretinism. Cei mai expuși la acest risc sunt persoanele din China și India, unde datorită practicării culturilor agricole intensive timp de secole, apa potabilă și solul au fost sărăcite în iod.
OMS și UNICEF au inițiat și promovat diverse campanii pentru încurajarea consumului sării iodate în anul 2000 și multe țări unde există această deficiență au reglementat pe cale legală obligativitatea procesatorilor de sare de consum de a livra pe piață numai sare iodată.
Carența de iod prezintă următoarele manifestări: hipotiroidie, nanism tiroidian, activitate cerebrală diminuată, gușă endemică, anemie, mixedem, obezitate, piele îngroșată și uscată, senzații de frig.
Excesul de iod în organism conduce spre hiperfagie (deși bolnavii cu hipersecreție de hormoni tiroidieni scad în greutate datorită catabolismului stimulat prea puternic), supraexcitare corticală (iritabilitate și nervozitate ce conduc până la tremurături ale mâinilor), senzații permanente de cald (ce au ca efect intoleranța la cald) și exoftalmie (produsă de un mucus ce împinge globul ocular din orbită până când pleoapele nu se mai pot închide complet și, datorită uscării corneei, aceasta devenind opacă, în cazurile grave putând să apară orbirea). Experimentele pe șobolani au pus în evidență incidența asupra fertilității sexului feminin.

## Producere
Dintre numeroasele amplasamente unde există minerale cu conținut de iod, doar două sunt exploatate ca sursă de iod: un mineral din Chile (caliche) și câmpurile petroliere din Japonia și Statele Unite.
În caliche se găsește azotat de sodiu, care este principalul produs în activitățile miniere și cantități mici de iodat de sodiu și iodură de sodiu. În timpul flotării minereului și producerii azotatului de sodiu pur se extrage iodat de sodiu și iodură de sodiu. Concentrația relativ mare de iod în caliche și dezvoltarea mineritului intensiv, practicat în ultimii ani, au propulsat statul chilian în poziție de lider mondial la producția de iod în 2007.

Producția de iod din anul 2005

Majoritatea producătorilor de iod utilizează ca materie primă apele saline prezente în zăcămintele de gaz natural. Câmpul de gaze naturale japonez din partea estică din Minami Kanto și cel din nord-vestul Oklahomei, Bazinul Anadarko, Statele Unite ale Americii sunt două surse de apă salină bogate în iod. Acestea au o temperatură de peste 60 °C datorită adâncimii la care se găsesc sursele. Mai întâi, apa este purificată și acidulată prin utilizarea acidului sulfuric, apoi iodura este oxidată la iod cu ajutorul clorului. Rezultatul este o soluție de iod diluată care necesită o procedură de concentrare. În acest scop, soluția este barbotată cu aer, cauzând evaporarea iodului, dirijat apoi spre o coloană de absorbție cu acid în care se adaugă dioxid de sulf — folosit pentru reducerea elementului chimic căutat. Acidul iodhidric reacționează cu clorul producând precipitarea iodului, iar după filtrare și purificare, iodul astfel obținut este aglomerat. Reacțiile chimice în procesul descris sunt prezentate mai jos:
Producția iodului prin electroliza apei de mare nu este o metodă agreată din cauza insuficienței iodului din apă și consumului foarte mare de energie electrică implicat în procesul electrolizei. O altă sursă de iod este varecul, folosit ca sursă primară în secolul al XIX-lea, actualmente el nemaifiind folosit întrucât randamentul economic al metodei de extragere nu este satisfăcător.
Mostrele comerciale de iod solid conțin impurități în proporție ridicată; acestea pot fi înlăturate prin sublimarea și apoi desublimarea vaporilor rezultați. O compoziție ultrapură de iod poate fi obținută prin reacția iodurii de potasiu sau sodiu cu sulfat de cupru (II), care are ca produs de reacție iodura de cupru (II). Aceasta fiind instabilă se va descompune în iodură de cupru (I) și iod molecular: 
În laborator pot fi utilizate diverse metode de izolare a iodului, de exemplu izolarea analoagă a halogenurilor: oxidarea iodului din ioduri cu ajutorul dioxidului de mangan și acidului sulfuric de 0,5 fracție masică sau prin tratarea iodurilor cu clorură de fier (III) în mediu acid.

## Aplicații
Iodul elementar este folosit ca dezinfectant în diverse forme. Poate fi folosit ca element în sine sau sub forma anionului I3- dizolvat în apă. Iodul poate proveni din iodofori, care conțin iod și un agent solubilizant. Exemple de astfel de soluții sunt: tinctura de iod (iod în etanol sau iod și iodură de sodiu într-un amestec de etanol și apă), soluția Lugol (iod și iodură în apă, formând în mare parte triiodură) și iod povidonat (un iodofor).

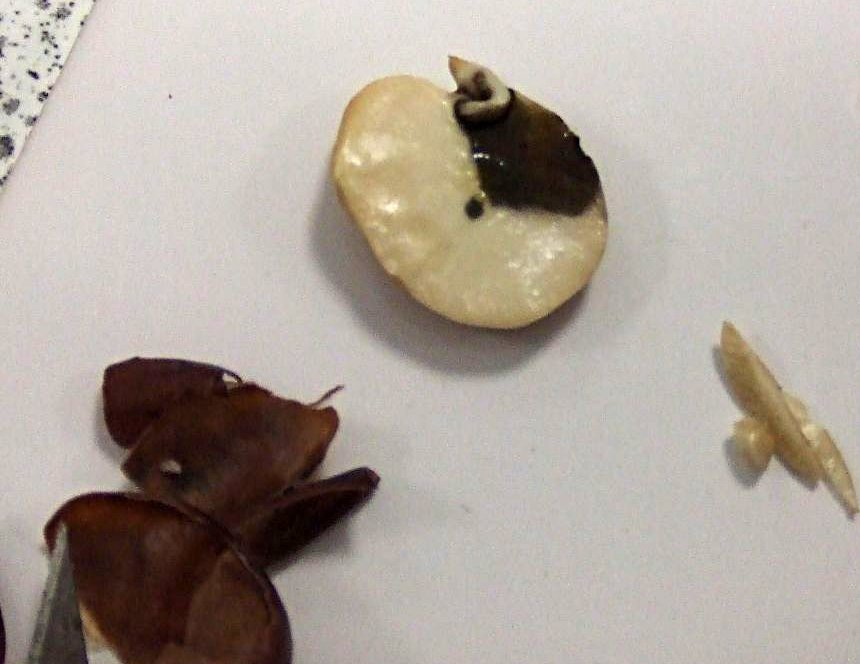
Testarea cu o soluție de iod a unei semințe pentru depistarea amidonului

Iodul formează un complex albastru intens cu amidonul și glicogenul (clatrat). Pe această proprietate se bazează numeroase aplicații practice de identificare a unor compuși organici. În iodometrie, concentrația unui oxidant poate fi determinată prin adăugarea unui exces de iodură, împreună cu puțin iod, pentru distrugerea iodului elementar/triiodurii ca rezultat al oxidării de către materialul oxidant. Un indicator de amidon este folosit pe măsură ce indicatorul se epuizează, crescând contrastul vizual (albastrul închis devine incolor, în locul decolorării triiodurii galbene).
Iodul poate fi utilizat în testarea unor eșantioane alimentare pentru determinarea existenței amidonului.
Soluțiile cu iod pot fi folosite în depistarea bancnotelor contrafăcute, pornind de la premisa că hârtia acestora poate conține amidon. Hârtia ce conține amidon poate fi testată cu o iodură pentru depistarea oxidanților precum peroxizii. Substanțele oxidante transformă iodura în iod, care apare albastru. O soluție de amidon și iodură poate fi preparată în același scop.
În procedura colposcopiei, soluția Lugol este aplicată în regiunea vaginală și cervicală. Țesutul vaginal normal se colorează în maro datorită conținutului mare de glicogen (o colorație similară cu cea a amidonului), în timp ce un țesut predispus la apariția cancerului nu se va colora, apărând într-o nuanță pală, comparativ cu țesutul înconjurător. Biopsia țesutului afectat poate fi efectuată pe baza selecției dată de această metodă. Această procedură se numește testul lui Schiller.

Acid diatrizoic, un radiocontrastant

Fiind un element greu, iodul este radioopac. Compușii organici de un anume tip (derivați benzenici ce substituie iodul) sunt utilizați în medicină ca radiocontrastant al radiațiilor X pentru injecțiile intravenoase. Această tehnică este asemănătoare cu tehnicile avansate ale utilizării radiațiilor X precum angiografia și tomografia.
Unii izotopi radioactivi ai iodului pot fi utilizați în tratarea cancerului tiroidian. Organismul uman acumulează iod în tiroidă, iar izotopii iodului radioactiv pot distruge țesutul afectat de cancer în mod selectiv, în timp ce doza radioactivă rămâne mică pentru restul organismului.
În 1839 Louis Daguerre își publicase metoda de fotografiere, prin așa numita metodă a dagherotipiei. Imaginea era produsă pe o placă de sticlă acoperită cu argint metalic expusă vaporilor de iod, formând astfel un strat fotosensibil de iodură de argint. Cu cât lumina incidentă era mai intensă, cu atât iodura de argint se transforma în argint metalic. Iodul format în această reacție se putea spăla de pe placă, lăsând imaginea pozitivă.
Pe lângă aplicațiile anterioare, iodul a mai fost folosit ca adjuvant al unor suplimente alimentare pentru animale, la prepararea unor cerneluri și coloranți, produse farmaceutice, dezinfectante industriale, stabilizatori; totodată a fost utilizat în transformarea iodului în iodură de titan pentru aplicații catalitice. Iodura de argint este utilizată pentru creșterea sensibilității filmelor fotografice, iodura de zirconiu pentru prepararea zirconiului pur, iar iodura de potasiu ca supliment alimentar pentru animale și adaos la sarea de bucătărie destinată consumului uman. Compușii organici ai iodului sunt folosiți în industria farmaceutică și a vopselelor, precum și în stabilizarea nailonului.
Iodul poate fi folosit în producerea hidrogenului prin procedeul acid sulfuric–iod, în trei faze: la 120 °C reacționează iod și dioxid de sulf cu apa și rezultă hidrură de iod și acid sulfuric:
{\displaystyle I_{2}+SO_{2}+2H_{2}O\rightarrow 2HI+H_{2}SO_{4}}
După separarea celor două componente rezultate, la 830–850 °C acidul sulfuric se descompune în dioxid de sulf și oxigen:
{\displaystyle 2H_{2}SO_{4}\rightarrow 2SO_{2}+2H_{2}O+O_{2}}
Din hidrura de iod, la 300–320 °C rezultă hidrogen și elementul inițial, iodul:
{\displaystyle 2HI\rightarrow I_{2}+H_{2}}
Randamentul procedeului, considerat raportul dintre puterea calorifică inferioară a hidrogenului produs și energia consumată pentru producerea lui, este de c. 38 %.

## Aspecte de sănătate și securitate

Simbolul pentru substanțe toxice

Simbolul pentru substanțe periculoase pentru mediul înconjurător

Scopul principal al utilizării iodului în domeniul medical este exploatarea proprietății sale antiseptice. Este un agent bactericid, sporicid, protoacid, cisticid și virucid. Deoarece este foarte puțin solubil în apă, soluțiile sunt preparate sub forma tincturilor în etanol. Iodoformul, iodoclorhidroxichinolina, iodoforul, iodurile de sodiu și potasiu de asemenea exercită efecte bactericide prin eliberarea iodului. Soluția Lugol (5% iod și 10% iodură de potasiu) este utilizată în tratamentul împotriva hipertiroidismului și pentru profilaxia absorbțiilor radiațiilor iodice după accidente nucleare. Medicamentul antiaritmic amiodaron eliberează iod și poate cauza tirotoxicoză după o folosire îndelungată.
Iodul este o substanță corozivă datorită proprietăților sale oxidante. Când este înghițit, iodul nu este absorbit, dar poate cauza gastroenterite severe. În organism, iodul este transformat rapid în iodură, în mod pasiv, de către amidon și stocat în glanda tiroidă. 

Simbolul pentru substanțe iritante

Vaporii de iod cauzează iritații pulmonare severe, care pot conduce la edem pulmonar. Concentrația admisibilă maximă de iod în organism este de 1 mg/m3, elementul în sine fiind periculos pentru organism, o doză de 2 grame reprezentând o cantitate toxică. Pe de altă parte, iodurile sunt relativ inofensive, cu toate că ele pot produce reacții adverse dacă sunt prezente în exces. Măsurile de urgență în caz de otrăvire cu iod constau în menținerea căilor respiratorii deschise și intubarea endotraheală dacă edemul pulmonar devine progresiv. Pierderea fluidelor din cauza gastroenteritei se compensează cu soluții cristaloide intravenoase. Decontaminarea de urgență a  persoanelor care au suferit otrăviri cu iod se face prin îndepărtarea acestora din mediul unde au fost expuse substanței și luarea unor măsuri specifice. Confirmarea existenței unor răni de natură corozivă la nivel gastric, cauzate de ingerarea iodului, trebuie confirmată cu ajutorul unui consult endoscopic efectuat de către un gastroenterolog.
Contactul iodului cu pielea și membranele mucoase cauzează arsuri severe. Antidotul pentru acestea este tiosulfatul de sodiu, nerecomandat pentru intervențiile intravenoase datorită convertirii rapide a iodului în iodură. Hainele victimei se îndepărtează și pielea este spălată sub jet de apă. Dacă ochii au intrat în contact cu iod se aplică apă caldă sau soluție salină cel puțin 15 minute.
Dacă iodul a fost ingerat, efectele adverse sunt voma, diareea, edem glotic, inflamații faringiale, hematemeză (vomitarea sângelui). Pentru eliminarea iodului nu se induce voma, datorită efectelor corozive ale iodului. Se recomandă consumul unor alimente bogate în amidon (cartofi, produse pe bază de făină sau lapte) pentru a calma iritația gastrointestinală. Tratamentul la spital constă în lavaj gastric, folosind lapte sau soluție apoasă de tiosulftat de sodiu. Eficacitatea cărbunelui activ este necunoscută în acest caz.
Emisiile de iod radioactiv provenite de la catastrofe nucleare afectează tiroida, administrarea de iodură de potasiu prevenind absorbția acestuia la nivelul glandei. Pentru un efect complet este recomandată administrarea iodurii de potasiu înaintea expunerii cu cel puțin 12 ore, însă are o eficiență ridicată și dacă este administrată la scurt timp după expunere.

### În limba română
- Aldea, Victoria; Uivarosi, Valentina (1999). Chimie anorganică — Elemente și combinații. București: Editura medicală.
- Beral, Edith; Zapan, Mihai (1976). Chimie generală. București: Editura Tehnică.
- Grecu, I. (1964). Chimie anorganică. București: Editura didactică și pedagogică.
- Zapan, Mihai (1968). Chimie anorganică. București: Editura Tehnică.
- Vasile Vasilescu, Biofizica medicală, EDP 1977
- Linus Pauling, Chimie generală, Editura Științifică, București, 1972 (traducere din limba engleză)
- Raluca Ripan, I. Ceteanu, Manual de lucrări practice de chimie anorganică - vol I Metaloizi, Editura de stat didactică și pedagogică, București, 1961

### În alte limbi
- Assembly of Life Sciences (U.S.), Safe Drinking Water Committee (1980). Drinking Water and Health (în engleză). 3. Washington, D.C.: National Academy Press. ISBN 0-309-02932-5. Accesat în 1 septembrie 2010.
- Ede, Andrew (2006). The Chemical Element: A Historical Perspective (în engleză) (ed. ilustrată). Greenwood Press. ISBN 0-313-33304-1. Accesat în 1 septembrie 2010.
- Emsley, John: Nature's building blocks, ISBN 0-19-850340-7
- Gairdner, W., M.D.: Essay On The Effects Of Iodine On The Human Constitution; With Practical Observations On Its Use In The Cure Of Bronchocele, Scrophula, And The Tuberculous Diseases Of The Chest And Abdomen, Londra
- Gray, Leon: Iodine, ISBN 0-7614-1812-1
- Gregory, William: Outlines of Chemistry
- McCall, Ruth E și Tankersley, Cathee M.: Phlebotomy Essentials, ISBN 978-0-7817-6644-9, ISBN 0-7817-6644-3
- Olson, Kent R.: Poisoning & drug overdose
- Shike, Moshe: Modern nutrition in health and disease, ISBN 0-7391-0364-4
- Singh, Rajbir: Inorganic chemistry, A Mittal Publication
- Stellman, Jeanne Mager: Encyclopaedia of occupational health and safety, Volumul 4, International Labour Office, ISBN 92-2-109817-6
- Trott, Alexander: Wounds and lacerations: emergency care and closure

### În limba engleză
- http://www.webelements.com/iodine/history.html
- http://www.chemicool.com/elements/iodine.html
- http://www.3rd1000.com/elements/Iodine.htm#Iodine%20Data Arhivat în 3 martie 2016, la Wayback Machine.
- http://www.lenntech.com/periodic-chart-elements/i-en.htm
- http://www.discoveriesinmedicine.com/Hu-Mor/Iodine.html
- http://www.merck.com/mmpe/sec01/ch005/ch005e.html
- http://www.3rd1000.com/elements/Iodine.htm#Isotopes Arhivat în 3 martie 2016, la Wayback Machine.
- http://www.sciencedirect.com/science?_ob=ArticleURL&_udi=B6V78-3YF3WVK-G&_user=10&_rdoc=1&_fmt=&_orig=search&_sort=d&_docanchor=&view=c&_searchStrId=982068145&_rerunOrigin=google&_acct=C000050221&_version=1&_urlVersion=0&_userid=10&md5=96cf3e49b3243ba1e064b88b25d259d7
- http://www.sahra.arizona.edu/programs/isotopes/iodine.html Arhivat în 18 iunie 2010, la Wayback Machine.
- http://education.jlab.org/itselemental/iso053.html
- http://www.mayfieldclinic.com/PE-CT.htm

### În limba română
- http://www.adevarul.ro/articole/algele-marine-previn-osteoporoza-si-anemia.html%5Bnefuncțională%5D